# Schwergrubber

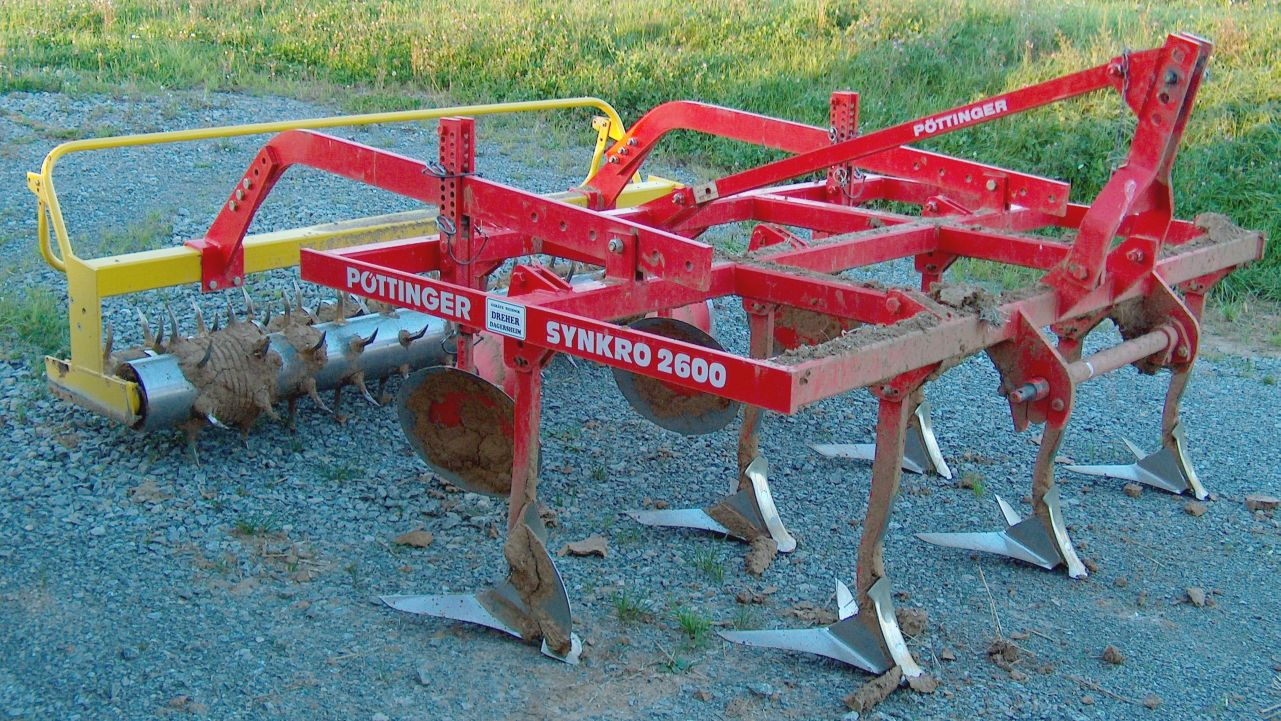
Zweibalkiger Grubber der Firma Pöttinger Modell Synkro 2600

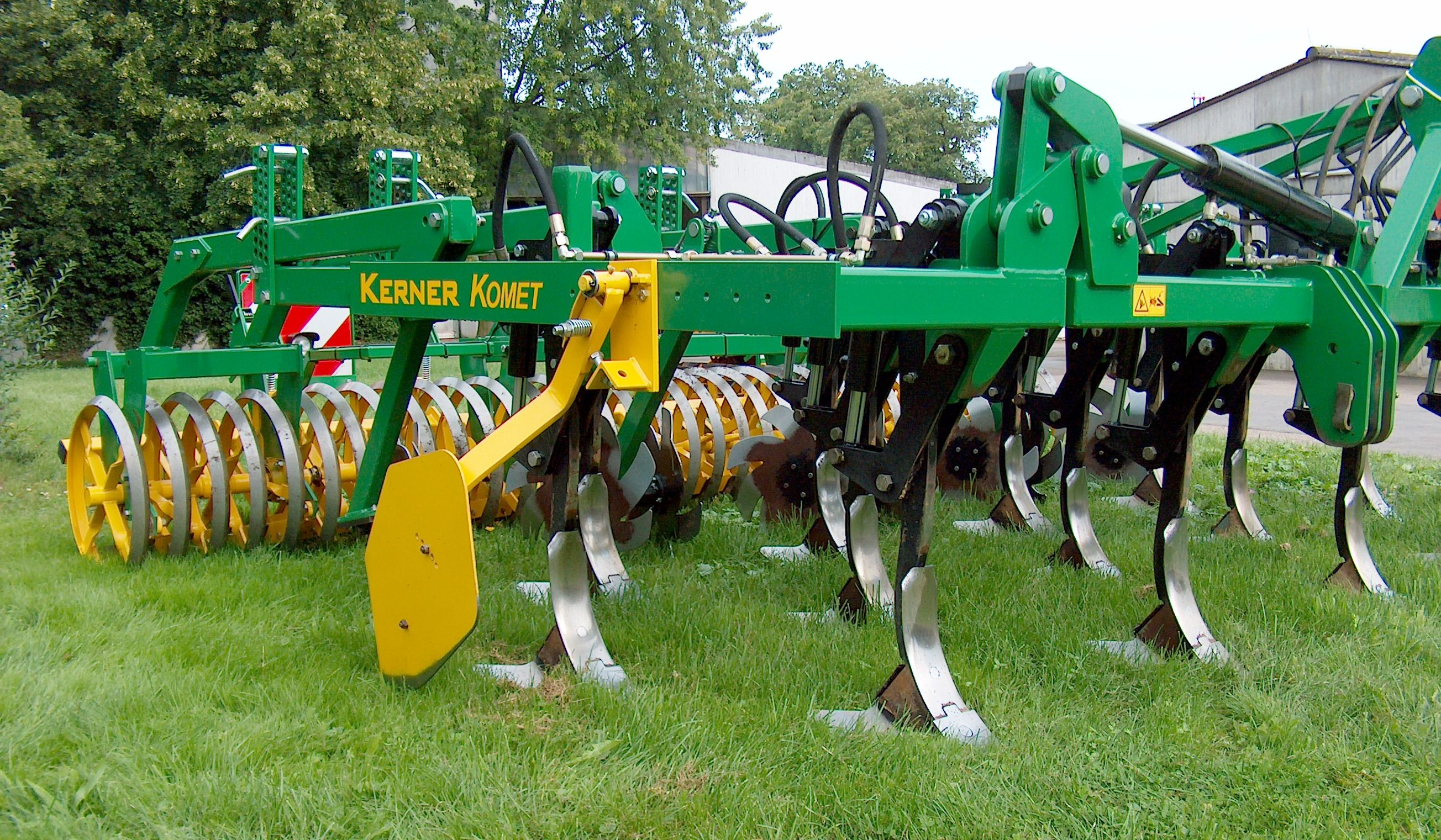
Dreibalkiger Grubber mit hydraulischer Steinsicherung

Der Schwergrubber entstand als Weiterentwicklung des herkömmlichen Grubbers Mitte des 20. Jahrhunderts mit dem Ziel, nichtwendende Bodenbearbeitung auch in tieferen Schichten des pfluglosen Ackerbaus vornehmen zu können. Er wird anstatt des Pflugs oder ihn ergänzend eingesetzt.
Ziel der Bodenbearbeitung mit einem Schwergrubber ist die Bodenlockerung sowie die Einmischung von Ernterückständen oder Dünger, um eine schnellere Rotte zu erreichen. Je nach Einsatzschwerpunkt werden dafür verschiedene Bauarten eingesetzt. Gemeinsam ist den unterschiedlichen Ausführungen die schwere Bauart im Vergleich zu anderen Grubbern.

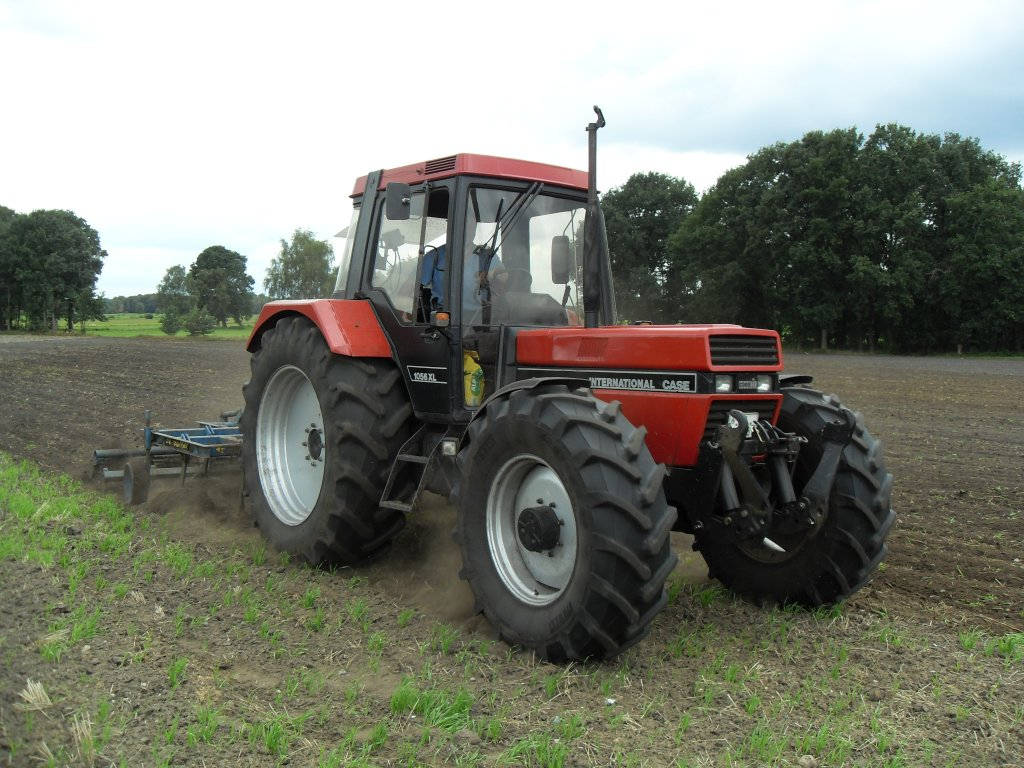
Grubberarbeit

Schwergrubber werden in der Regel mit zwei bis vier an einem stabilen Metallrahmen angeordneten Grubberzinkenreihen, den sogenannten Balken, angeboten. Dabei sind die Zinken an den quer zur Fahrtrichtung stehenden einzelnen Balken so in einem festen Abstand hintereinander angeordnet, dass sich eine gleichmäßige Bearbeitung des Bodens ergibt. Je nach Anzahl der Zinkenreihen wird z. B. bei einem dreireihigen Gerät von einem dreibalkigen Grubber gesprochen.
In der Regel werden Schwergrubber mit Nachläufern eingesetzt, die eine Einebnung, Rückverdichtung oder Krümelung erreichen. Gleichzeitig dienen sie meist als Tiefenführung.

## Kenngrößen

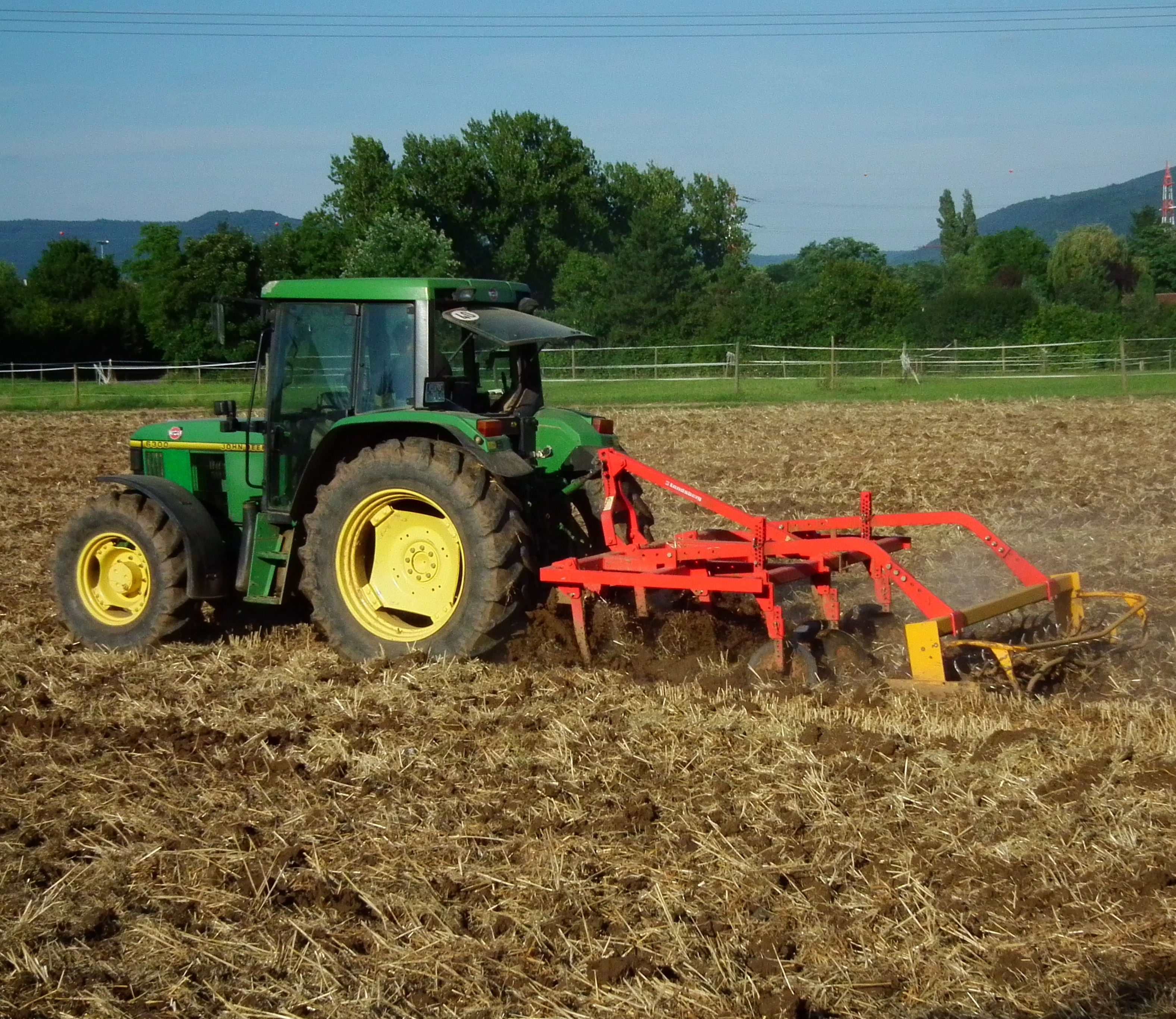
Flügelschargrubber bei der Bearbeitung eines Stoppelfeldes

Strichabstand
bezeichnet das Verhältnis Arbeitsbreite zu Zinkenanzahl. Je kleiner dieser Abstand, umso intensiver die Lockerung und Durchmischung des Bodens.
Zinkendurchgang
entspricht dem Abstand nebeneinanderliegender Zinken benachbarter Balken. Der Zinkendurchgang ist umso größer, je mehr Balken ein Schwergrubber besitzt.
Arbeitstiefe
liegt in der Regel bei 10–15 cm, selten bis 20 cm.

## Vorteile
Aufgrund der wühlenden Eigenschaften arbeitet der Schwergrubber Ernterückstände oberflächig in die aktive Bodenschicht ein, was den Rottevorgang beschleunigt und die Bodenfruchtbarkeit erhöht. Er schont das Bodenleben, besonders die Regenwürmer. Im Rahmen der konservierenden Bodenbearbeitung reduziert er wesentlich die Erosion gefährdeter Ackerflächen.

## Nachteile
Da eine Arbeitsbreite von mindestens einer Schlepperbreite erwünscht ist, ist der Zugkraftbedarf relativ hoch, um die notwendigen Geschwindigkeiten von ca. 6–8 km/h zu erreichen. Bei krumentiefer Bearbeitung werden je Meter Arbeitsbreite rund 25 kW Schlepperantriebsleistung benötigt.
Bei zu geringem Zinkendurchgang und hohen Ernterückständen neigt der Schwergrubber zum Verstopfen.
Da im Vergleich zum Pflügen ein größerer Prozentsatz von Ernterückständen an der Oberfläche verbleibt, kann die Verschleppung von Krankheiten in den Nachfolgekulturen zu erheblichen Ertragseinbußen führen.

## Scharformen

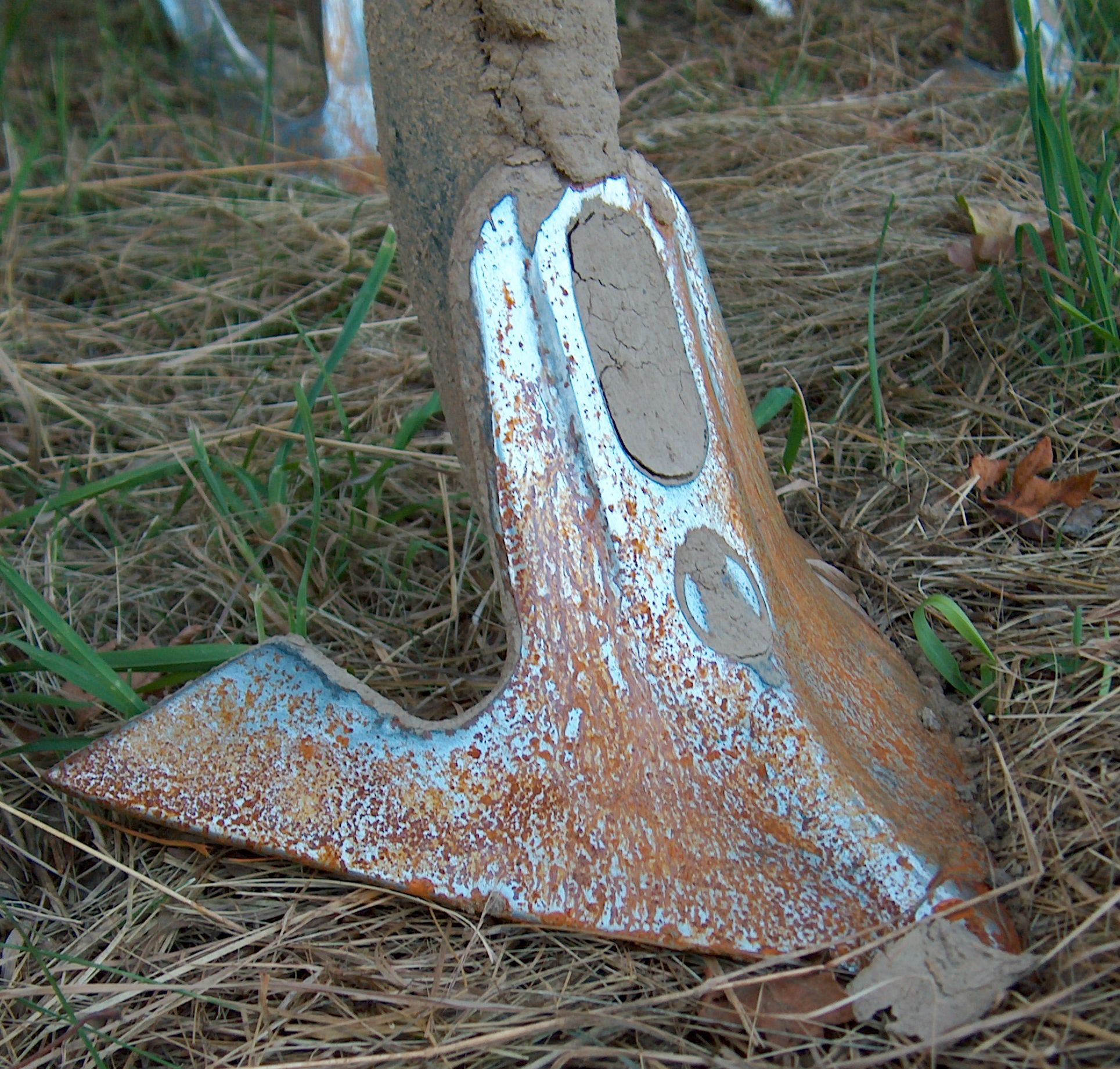
Gänsefußschar

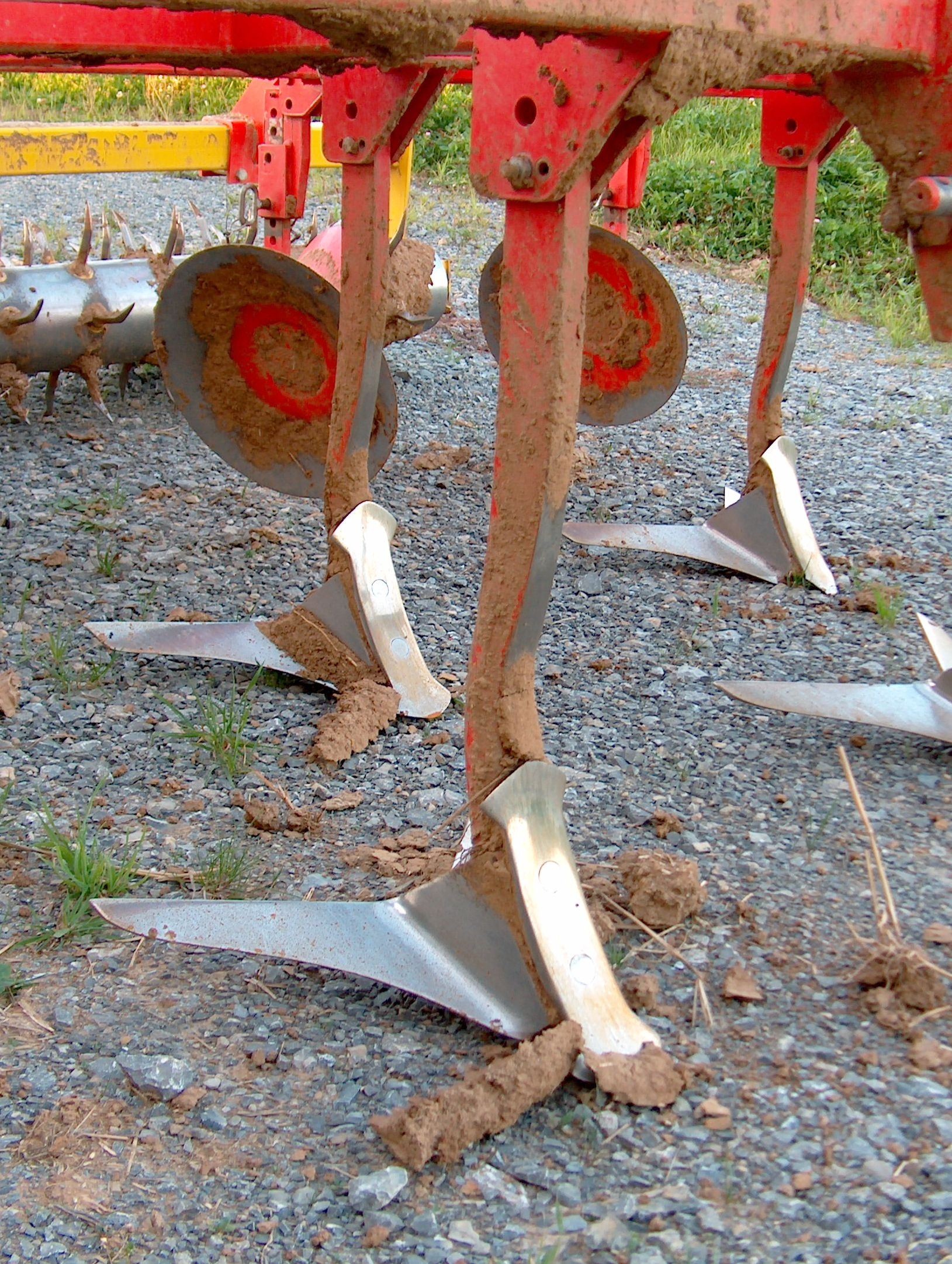
Flügelschar

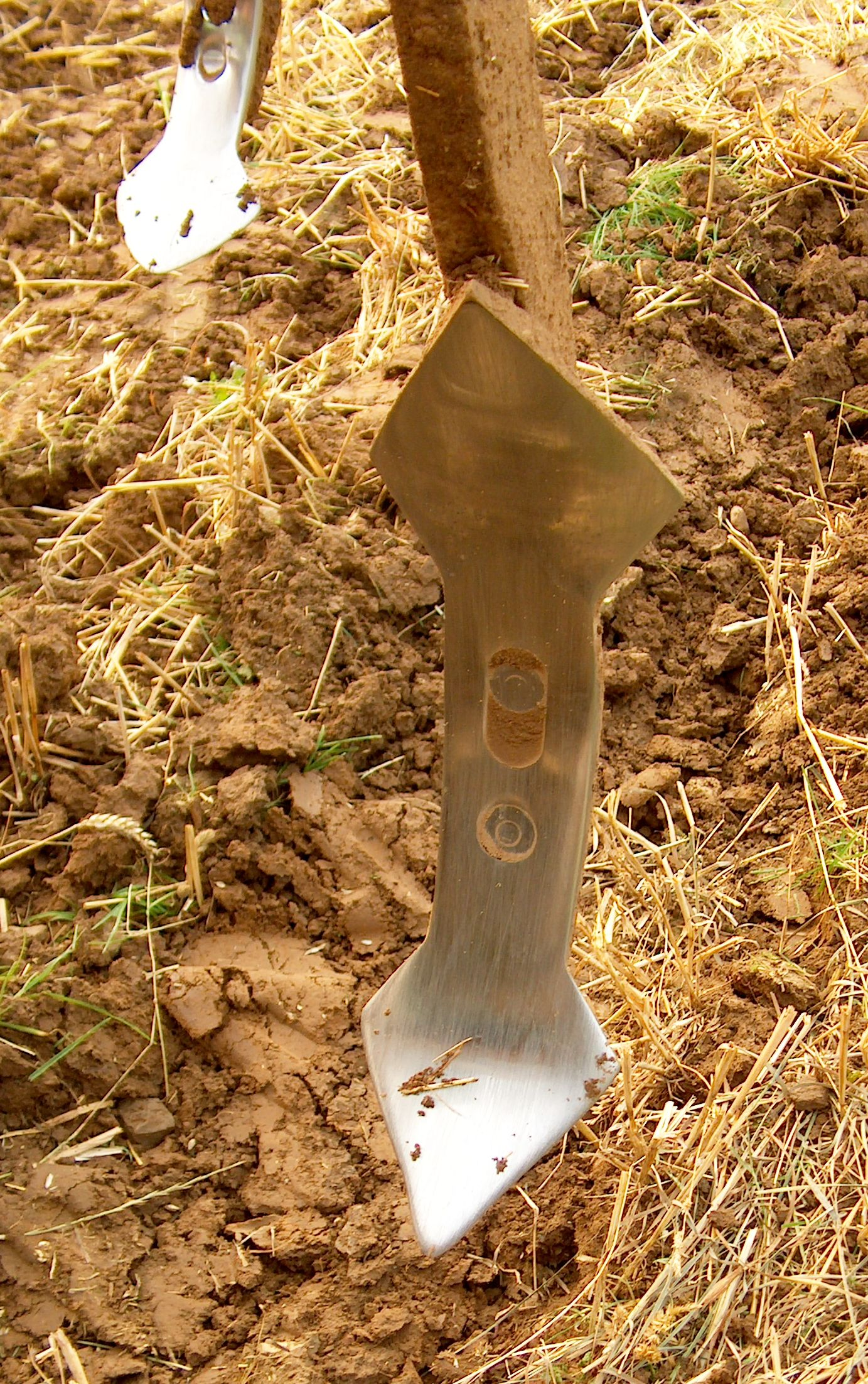
Doppelherzschar

Je nach Bodenbearbeitung und Bauart werden verschiedene Scharformen an den Zinken angebracht. Die Doppelherzschar gilt als Universalschar und hat ihren Namen von der herzformen Verbreiterung an den beiden Enden. Sie erzielt eine sehr gute Lockerungs- und Mischwirkung. Bei Bedarf kann sie um 180° gedreht werden, was die Lebensdauer deutlich erhöht. Eine Spezialschar ist das Flügelschar, ein spitzes Schar mit zusätzlichen Flügeln an den beiden Seiten. Sie hat vor allem eine lockernde Wirkung. Das Gänsefußbreitschar stellt ein Mittelding zwischen den beiden erstgenannten Scharen dar. Ihr Vorteil liegt im größeren möglichen Strichabstand gegenüber der Herzschar bei noch akzeptabler Durchmischung.

## Zinkenformen
Es wird bei Schwergrubbern noch nach verschiedenen Zinkenformen unterschieden. Der starre Zinken erlaubt eine genaue Tiefen- und Seitenführung auch bei hohen Arbeitsgeschwindigkeiten. Scherbolzen sichern ihn gegen Überlastung. Bei der halbstarren Zinkenform schützt eine Druckfeder, bei neueren Modellen auch ein Hydrauliksystem gegen Überbelastung, die den Zinken bei Bedarf nach oben auslenken lassen. Die vollgefederte Form gibt es als Spiralfeder- oder Blattfederzinken. Da diese Zinken sowohl vertikal als auch horizontal abweichen können, weisen sie eine im Verhältnis zu den anderen Formen ungleichmäßigere Bodenbearbeitung auf. Als Sonderform ist der Meißel zu nennen, der stark auf Griff gestellt ist, also die Schar stark in Zugrichtung steht. Er lockert den Boden.

## Bauarten

### Schälgrubber
Das meistbenutzte Gerät wird üblicherweise in 3- bis 4-balkigem Rahmen angeboten. Als Zinkenform kommt vor allem die starre und halbstarre Bauart vor. Am häufigsten wird die Doppelherzschar montiert. Der Schälgrubber wird vor allem für die Stoppelbearbeitung eingesetzt, denn durch seinen engen Strichabstand von 20 bis 25 cm bewirkt er eine intensive Lockerung und Mischung des Bodens.

### Kurzgrubber
Der meist ein bis zweibalkige Flügelschargrubber wird oft mit schweren Nachläufern (Schneidring-, Crackerwalze) eingesetzt, da sie die grob herausgerissenen Erdschollen zerkleinern und rückverfestigen müssen. Der Grubber bricht nur den Boden auf. Der Zinkenabstand beträgt je nach Flügelschar bis zu 50 cm. Er wird meist analog zum Pflug verwendet, da mit ihm das Ausfallgetreide gut zum Auflaufen gebracht werden kann. Eine gute Mischung von Pflanzenresten und Erde kann der Kurzgrubber nicht garantieren, da die Strichabstände sehr groß bemessen werden. Hervorzuheben ist die Leichtzügigkeit des Geräts, da wenige Scharen im Eingriff sind.

### Pfluggrubber
Diese Spezialform mit Meißelscharen ausgestattet dient dem Aufbrechen schwerer Böden. Da die Lockerung im Vordergrund steht, wird meist auf einen Nachläufer verzichtet.

### Weitere Arten
Die Abgrenzung zu Oberflächen-Nachbearbeitungsgeräten ist nicht immer möglich. Teilweise werden Kreiseleggen mit auf Griff gestellten Zinken als Kreiselgrubber bezeichnet. Feingrubber mit Federzinken, die ansonsten in der Sekundärbodenbearbeitung Verwendung finden, werden auf leichten Böden teilweise zum Stoppelsturz eingesetzt.